# Брусиловка (Казахстан)
Бруси́ловка (каз. Брусиловка) — село у складі Бурабайського району Акмолинської області Казахстану. Входить до складу Кенесаринського сільського округу.
Населення — 93 особи (2021; 133 у 2009, 210 у 1999, 303 у 1989).
Національний склад станом на 1989 рік:
- росіяни — 36 %;
- німці — 30 %.